# Hylomys
Genre
Hylomys ou petit gymnure est un genre de petits mammifères insectivores de la famille des Erinaceidae. Ils font partie des gymnures (Galericinae), une variante asiatique, sans piquants, des hérissons. 

## Liste d'espèces
Selon ITIS et MSW :
- Hylomys megalotis Jenkins & M. F. Robinson, 2002
- Hylomys parvus Robinson & Kloss, 1916
- Hylomys suillus Müller, 1840

Bien que Jenkins et Robinson (2002) préfèrent la classer dans ce genre, l'espèce Hylomys hainanensis (Shaw & Wong, 1959) est plus souvent classée dans un genre monospécifique à part : Neohylomys, sous le synonyme Neohylomys hainanensis.
De même pour l'espèce Hylomys sinensis qui a été classée également par son auteur Trouessart, dans un genre monospécifique : Neotetracus, sous le synonyme Neotetracus sinensis. Seuls Frost et al. (1991) considèrent que cette espèce fait partie du genre Hylomys alors que Corbet (1988), tout comme Mein and Ginsburg (1997), confirment son appartenance à un genre distinct.

## Caractéristiques
Comme tous les gymnures, les petits gymnures sont des sortes de hérissons primitifs d'Asie, sans piquants, à l'allure de grosses musaraignes. Ils possèdent une queue très petite, mesurent moins de 20 cm en tout et sont donc plus de deux fois plus petits que les grands gymnures. 
Ils émettent probablement la même forte odeur ammoniaquée, caractéristique des gymnures,.
On suppose que les espèces de ce genre, comme celles des genres voisins, se nourrissent d'invertébrés, insectes ou vers de terre, qu'elles trouvent en fouillant l'humus avec leur museau mobile et pointu. Les espèces du genre Hylomys sont actives de jour comme de nuit et les individus vivent solitaires ou en petits groupes de deux à trois, se tenant généralement au sol à moins de grimper occasionnellement à des buisson bas. La reproduction a lieu toute l'année et la femelle doit mettre bas deux ou trois petits après une gestation de 30 à 35 jours.

## Liste des sous-espèces
Selon MSW1 :
- Hylomys megalotis
- Hylomys parvus
- Hylomys suillus
  - sous-espèce Hylomys suillus dorsalis
  - sous-espèce Hylomys suillus maxi
  - sous-espèce Hylomys suillus microtinus
  - sous-espèce Hylomys suillus pegunensis
  - sous-espèce Hylomys suillus siamensis
  - sous-espèce Hylomys suillus suillus
  - sous-espèce Hylomys suillus tionis